# Neonemobius palustris
Neonemobius palustris är en insektsart som först beskrevs av Willis Blatchley 1900.  Neonemobius palustris ingår i släktet Neonemobius och familjen syrsor.

## Underarter
Arten delas in i följande underarter:
- N. p. aurantius
- N. p. palustris